# THOC6
THOC6 (англ. THO complex 6) – білок, який кодується однойменним геном, розташованим у людей на 16-й хромосомі. Довжина поліпептидного ланцюга білка становить 341 амінокислот, а молекулярна маса — 37 535.
| 10         |  | 20         |  | 30         |  | 40         |  | 50         |
| ---------- |  | ---------- |  | ---------- |  | ---------- |  | ---------- |
| MERAVPLAVP |  | LGQTEVFQAL |  | QRLHMTIFSQ |  | SVSPCGKFLA |  | AGNNYGQIAI |
| FSLSSALSSE |  | AKEESKKPVV |  | TFQAHDGPVY |  | SMVSTDRHLL |  | SAGDGEVKAW |
| LWAEMLKKGC |  | KELWRRQPPY |  | RTSLEVPEIN |  | ALLLVPKENS |  | LILAGGDCQL |
| HTMDLETGTF |  | TRVLRGHTDY |  | IHCLALRERS |  | PEVLSGGEDG |  | AVRLWDLRTA |
| KEVQTIEVYK |  | HEECSRPHNG |  | RWIGCLATDS |  | DWMVCGGGPA |  | LTLWHLRSST |
| PTTIFPIRAP |  | QKHVTFYQDL |  | ILSAGQGRCV |  | NQWQLSGELK |  | AQVPGSSPGL |
| LSLSLNQQPA |  | APECKVLTAA |  | GNSCRVDVFT |  | NLGYRAFSLS |  | F          |

A: Аланін

C: Цистеїн

D: Аспарагінова кислота

E: Глутамінова кислота

F: Фенілаланін

G: Гліцин

H: Гістидин

I: Ізолейцин

K: Лізин

L: Лейцин

M: Метіонін

N: Аспарагін

P: Пролін

Q: Глутамін

R: Аргінін

S: Серин

T: Треонін

V: Валін

W: Триптофан

Кодований геном білок за функціями належить до білків розвитку, фосфопротеїнів. 
Задіяний у таких біологічних процесах, як апоптоз, процесинг мРНК, сплайсинг мРНК, транспорт, транспорт мРНК, альтернативний сплайсинг. 
Білок має сайт для зв'язування з РНК. 
Локалізований у ядрі.